# Réseau de bus Tisza Volán
Le réseau de bus Tisza Volán assure le transport urbain de Csongrád, Hódmezővásárhely, Makó, Szentes et l'intégralité du réseau d'autobus de Szeged. Il est exploité par la société publique Tisza Volán.